# Jean Chrétien
Joseph Jacques Jean Chrétien (n. 11 ianuarie 1934, Shawinigan, provincia Québec, Canada), cunoscut sub numele de Jean Chrétien ([ʒɑ̃ kʁetjɛ̃]) este un fost om politic canadian care a fost al douăzecilea prim ministru al Canadei, post pe care l-a deținut timp de zece ani, între 1993 și 2003.
Născut la Shawinigan, Quebec, Chrétien a absolvit facultatea de drept la Université Laval. A fost ales în Camera Comunelor din Canada prima oară în 1963. A deținut diverse posturi în cabinet sub conducerea premierului Pierre Trudeau, cele mai importante fiind cele de ministru al justiției, ministru de finanțe și ministru pentru afacerile indienilor și dezvoltarea nordului. A fost vicepremier în guvernul lui John Turner. În 1990 a devenit lider al Partidului Liberal din Canada, și sub conducerea sa, partidul a format un guvern majoritar după alegerile din 1993. A fost reales ca premier de majoritățile parlamentare formate în urma alegerilor din 1997 și 2000.
Chrétien s-a opus ferm mișcării pentru suveranitatea Quebecului și a susținut multiculturalismul și bilingvismul. A câștigat alături de tabăra federalistă referendumul din Quebec din 1995, după care a promovat Legea Clarității, prin care a dorit evitarea ambiguității întrebărilor de la referendumuri. El a promovat și Legea Criminalității Juvenile. Deși popularitatea sa și cea a Partidului Liberal au fost nezdruncinate timp de trei mandate parlamentare, el a fost subiectul unor dispute politice în ultima parte a carierei de premier. A fost acuzat de comportament nepotrivit în scandalul sponsorizării, deși a negat că ar fi comis vreo ilegalitate. A fost implicat într-o luptă în cadrul partidului cu rivalul său Paul Martin. În decembrie 2003, a demisionat din funcția de prim ministru și a renunțat la viața publică.
1. ↑  Joseph Jacques Jean Chrétien, Library of Parliament, accesat în 9 octombrie 2017
2. ↑  Joseph Jacques Jean Chrétien, Brockhaus Enzyklopädie, accesat în 9 octombrie 2017
3. ↑  Jean Chretien, Munzinger Personen, accesat în 9 octombrie 2017
4. ↑  Jean Chrétien, SNAC, accesat în 9 octombrie 2017
5. ↑  Jean (Joseph-Jacques) Chrétien, Opća i nacionalna enciklopedija
6. 1 2  Genealogics
7. ↑  Autoritatea BnF, accesat în 10 octombrie 2015